# Heinrich Leo von Treitschke

Heinrich Leo von Treitschke

Heinrich Leo von Treitschke (* 30. Januar 1840 in Dresden; † 17. Juni 1927 ebenda) war ein sächsischer General der Infanterie.

## Leben
Sein Vater war der im Jahre 1821 in den Adelsstand erhobene Franz Adolph von Treitschke, seine Mutter eine geborene Vieth von Golßenau aus einem sächsischen Adelsgeschlecht, dem u. a. der deutsche Schriftsteller mit dem Pseudonym Ludwig Renn (u. a. Krieg, Adel im Untergang) entstammte. Er war ein Vetter des Historikers Heinrich von Treitschke.
Treitschke besuchte die Fürstenschule in Grimma. Mit 16 Jahren begann durch Eintritt in die Königliche Kadettenschule Dresden seine Militärkarriere. Danach wurde er in das 2. Jäger-Bataillon der Sächsischen Armee in Leipzig übernommen und nahm 1863 an der Bundesexekution gegen die Herzogtümer Holstein und Lauenburg teil.
Während des Deutschen Krieges nahm er 1866 mit dem 4. Jäger-Bataillon an den Schlachten bei Gitschin und Königgrätz teil. Das brachte schwerste familiäre Probleme mit sich, da Treitschke zusammen mit seinem Vetter, Rainer von Treitschke, im gleichen Bataillon mit Österreich gegen Preußen kämpfte. Der andere Vetter, also Rainers Bruder, der Historiker Heinrich von Treitschke (1834–1896), trat vehement öffentlich für einen Staatenverbund einschließlich Sachsens unter preußischer Führung in einem neuen Deutschen Kaiserreich unter Ausschluss von Österreich ein. Die Entwicklung gab dem Recht.
Treitschke nahm 1870/71 als Generalstabsoffizier der 1. Infanterie-Division Nr. 23 unter Prinz Georg mit Preußen am Krieg gegen Frankreich teil. Ausgezeichnet mit dem Ritterkreuz des Militär-St.-Heinrichs-Ordens und beiden Klassen des Eisernen Kreuzes erfolgte nach dem Friedensschluss seine Ernennung zum persönlichen Adjutanten des Kronprinzen Albert von Sachsen, der er bis zu dessen Thronbesteigung blieb. Vom 2. April 1897 bis zum 24. März 1899 war er Kommandeur der 2. Division Nr. 24. Er wurde am 18. April 1899 zum General der Infanterie befördert. Vom 25. März 1899 bis zum 21. April 1904 war er Kommandierender General des XIX. (II. Königlich Sächsischen) Armee-Korps in Leipzig. Heinrich Christoph Röpenack (1847–1913) komponierte und widmete Treitschke einen Defiliermarsch, den „von Treitschke-Marsch“ des 3ten Jäger-Bataillons No. 15, Leipzig 1890.
Im Laufe seines beruflichen Lebens als Soldat und den hiermit verbundenen unterschiedlichen Einsatzorten in Dresden oder Berlin führte es ihn immer wieder nach Leipzig zurück. Er fühlte sich mit dieser Stadt sehr eng verbunden. Im April 1904 gab er die Stellung als Kommandierender General mit 64 Jahren auf. König Georg von Sachsen ernannte Treitschke zum Generaladjutanten und holte ihn an seinen Hof.
Nach Zustimmung der Leipziger Stadtverordneten wurde Treitschke im April 1904 zum Ehrenbürger der Stadt Leipzig ernannt. Die Begründung lautet: „...in dankbarer Anerkennung der Verdienste, die Er als Kommandierender General des XIX. (2. Königl. Sächs.) Armeekorps um unsere Stadt sich erworben hat.“ Die Ehrenbürgerschaft wurde anlässlich seines Ausscheidens aus dem Dienst verliehen.

## Auszeichnungen
Treitschke stand à la suite des Schützen-Füsilier-Regiments „Prinz Georg“ (Königlich Sächsisches) Nr. 108 und war Inhaber zahlreicher Orden und Ehrenzeichen. So erhielt er u. a.
- Hausorden der Rautenkrone[2]
- Großkreuz des Sächsischen Verdienstordens[2]
- Großkreuz des Albrechts-Ordens mit goldenem Stern[2]
- Großkreuz des Roten Adlerordens[2]
- Kronenorden I. Klasse[2]
- Kommendator des Johanniterordens[2]
- Bayerischer Militärverdienstorden II. Klasse[2]
- Großkreuz des Belgischen Leopoldsordens[2]
- Großkreuz mit Krone des Ordens Philipps des Großmütigen 2. Juli 1894